# Sam (langue)
Le sam (ou songum) est une langue papoue parlée en Papouasie-Nouvelle-Guinée, dans la province de Madang.

## Classification
Le sam est un des membres de la famille des langues de la côte de rai, une des groupes des langues madang.

## Phonologie
Les  voyelles du sam sont :

### Voyelles
|         | Antérieure | Centrale | Postérieure |
| ------- | ---------- | -------- | ----------- |
| Fermée  | i [i]      |          | u [u]       |
| Moyenne | e [e]      |          | o [o]       |
| Ouverte |            | a [a]    |             |

### Consonnes
Les consonnes du sam sont :
|              |              | Bilabiales | Alvéolaires | Palatales | Vélaires | Glottales |
| ------------ | ------------ | ---------- | ----------- | --------- | -------- | --------- |
| Occlusives   | Sourde       | p [p]      | t [t]       |           | k [k]    | ʔ [ʔ]     |
| Occlusives   | Sonore       | b [b]      | d [d]       |           | g [g]    |           |
| Fricative    | Fricative    |            | s [s]       |           |          | h [h]     |
| Affriquée    | Affriquée    |            |             | j [ d͡ʒ]   |          |           |
| Nasale       | Nasale       | m [m]      | n [n]       | ɲ [ ɲ]    | ŋ [ŋ]    |           |
| Latérale     | Latérale     |            | l [l]       |           |          |           |
| Roulée       | Roulée       |            | r [r]       |           |          |           |
| Battue       | Battue       |            | ɾ [ɾ]       |           |          |           |
| Semi-voyelle | Semi-voyelle | w [w]      |             | y [ j]    |          |           |

## Écriture
Le sam s'écrit avec l'alphabet latin
| Caractère     | Caractère | Caractère | Caractère | Caractère | Caractère | Caractère | Caractère | Caractère | Caractère | Caractère | Caractère | Caractère | Caractère | Caractère | Caractère | Caractère | Caractère | Caractère | Caractère | Caractère | Caractère | Caractère | Caractère |
| ------------- | --------- | --------- | --------- | --------- | --------- | --------- | --------- | --------- | --------- | --------- | --------- | --------- | --------- | --------- | --------- | --------- | --------- | --------- | --------- | --------- | --------- | --------- | --------- |
| a             | b         | d         | e         | g         | h         | i         | j         | k         | l         | m         | n         | ny        | ng        | o         | p         | rr        | r         | s         | t         | u         | w         | y         | x         |
| Prononciation |           |           |           |           |           |           |           |           |           |           |           |           |           |           |           |           |           |           |           |           |           |           |           |
| a             | b         | d         | e         | g         | h         | i         | d͡ʒ        | k         | l         | m         | n         | ɲ         | ŋ         | o         | p         | r         | ɾ         | s         | t         | u         | w         | j         | ʔ         |

## Sources
- (en) Dave Troolin, Sarah Troolin, 2004, Sam Language, dans Phonological descriptions of PNG languages, (éditeur, Steve Parker),  Data Papers on Papua New Guinea Languages 47, pages 39-48, Ukarumpa, SIL International.
- (en) David Troolin, Sarah Troolin, Betty Komo, Regina Koum, Paul Lanzap, Bagi Mom, Paulus Mukoi; Arench Nanaibe; Jack Pui, Jack, Sebbie Taxari, 2014, Sam Kulu Unun Dili = Sam Trilingual Picture Dictionary = Sam Piksa Dikseneri, Madang, SIL.